# Lijst van reptielen van Kaapverdië
Deze Lijst van reptielen van Kaapverdië toont de op de Kaapverdische eilanden Brava, Cima, Fogo, Santiago, Maio, Boa Vista, Sal, São Nicolau, Santa Luzia, Razo, Branco, São Vicente en Santo Antão voorkomende reptielen. 23 soorten van deze lijst zijn endemisch voor Kaapverdië.

## Testudines

### Cheloniidae
- Caretta caretta (Linnaeus, 1758)
- Chelonia mydas (Linnaeus, 1758)
- Eretmochelys imbricata (Linnaeus, 1766)

## Squamata

### Agamidae
| Soort                         | Brava | Cima | Fogo | Santiago | Maio | Boa Vista | Sal | São Nicolau | Razo | Branco | Santa Luzia | São Vicente | Santo Antão | eiland onbekend |
| ----------------------------- | ----- | ---- | ---- | -------- | ---- | --------- | --- | ----------- | ---- | ------ | ----------- | ----------- | ----------- | --------------- |
| Agama picticauda Peters, 1877 |       |      |      |          |      |           |     |             |      |        |             |             | 1x          |                 |

### Varanidae
| Soort                               | Brava | Cima | Fogo | Santiago | Maio | Boa Vista | Sal | São Nicolau | Razo | Branco | Santa Luzia | São Vicente | Santo Antão | eiland onbekend |
| ----------------------------------- | ----- | ---- | ---- | -------- | ---- | --------- | --- | ----------- | ---- | ------ | ----------- | ----------- | ----------- | --------------- |
| Varanus exanthematicus (Bosc, 1792) |       |      |      |          |      |           |     |             |      |        |             |             |             | 1x              |

### Psammophiidae
| Soort                                | Brava | Cima | Fogo | Santiago | Maio | Boa Vista | Sal | São Nicolau | Razo | Branco | Santa Luzia | São Vicente | Santo Antão | eiland onbekend |
| ------------------------------------ | ----- | ---- | ---- | -------- | ---- | --------- | --- | ----------- | ---- | ------ | ----------- | ----------- | ----------- | --------------- |
| Psammophis sibilans (Linnaeus, 1758) |       |      |      |          |      |           | 1x  |             |      |        |             |             |             |                 |

### Scincidae
De hieronder vermelde soorten die niet zijn geïntroduceerd zijn (of was) endemisch voor Kaapverdië.
| Soort                                                                         | Brava | Cima | Fogo | Santiago | Maio | Boa Vista | Sal | São Nicolau | Razo | Branco | Santa Luzia | São Vicente | Santo Antão | eiland onbekend |
| ----------------------------------------------------------------------------- | ----- | ---- | ---- | -------- | ---- | --------- | --- | ----------- | ---- | ------ | ----------- | ----------- | ----------- | --------------- |
| Chioninia coctei (Duméril & Bibron, 1839)                                     |       |      |      |          |      |           |     |             | †    | †      |             |             |             |                 |
| Chioninia delalandii (Duméril & Bibron, 1839)                                 | x     | x    | x    | x        |      |           |     |             |      |        |             |             |             |                 |
| Chioninia fogoensis (O'Shaugnessy, 1874)                                      |       |      | x    |          |      |           |     | x           |      |        |             |             | x           |                 |
| Chioninia nicolauensis (Schleich, 1987)                                       |       |      |      |          |      |           |     | x           |      |        |             |             |             |                 |
| Chioninia spinalis (Boulenger, 1906)                                          |       |      | x    | x        | x    | x         | x   |             |      |        |             |             |             |                 |
| Chioninia stangeri (Gray, 1845)                                               |       |      |      |          |      |           |     |             | x    | x      | x           | x           |             |                 |
| Chioninia vaillantii (Boulenger, 1887)                                        |       | x    | x    | x        |      |           |     |             |      |        |             |             |             |                 |
| Hemidactylus angulatus Hallowell, 1854                                        |       |      |      | i        |      |           |     |             |      |        |             |             |             |                 |
| Hemidactylus boavistensis Boulenger, 1906                                     |       |      |      |          |      | x         | x   |             |      |        |             |             |             |                 |
| Hemidactylus bouvieri (Bocourt, 1870)                                         |       |      |      |          |      |           |     |             | x    |        |             | x           |             |                 |
| Hemidactylus brookii Gray, 1845                                               |       |      |      |          |      |           |     |             |      |        |             |             |             | x               |
| Hemidactylus lopezjuradoi Arnold, Vasconcelos, Harris, Mateo & Carranza, 2008 |       |      | x    |          |      |           |     |             |      |        |             |             |             |                 |
| Hemidactylus mabouia (Moreau de Jonnés, 1818)                                 |       |      | i    |          |      | i         |     | i           |      |        |             |             | i           |                 |
| Hemidactylus mercatorius Gray, 1842                                           |       |      |      |          |      |           |     |             |      |        |             | i           | i           |                 |
| Hemidactylus nicolauensis Vasconcelos, Köhler, Geniez & Crochet, 2020         |       |      |      |          |      |           |     | x           |      |        |             |             |             |                 |

### Phyllodactylidae
De hieronder vermelde soorten zijn endemisch voor Kaapverdië.
| Soort                                                                    | Brava | Cima | Fogo | Santiago | Maio | Boa Vista | Sal | São Nicolau | Razo | Branco | Santa Luzia | São Vicente | Santo Antão | eiland onbekend |
| ------------------------------------------------------------------------ | ----- | ---- | ---- | -------- | ---- | --------- | --- | ----------- | ---- | ------ | ----------- | ----------- | ----------- | --------------- |
| Tarentola boavistensis Joger, 1993                                       |       |      |      |          |      | x         | x   |             |      |        |             |             |             |                 |
| Tarentola bocagei Vasconcelos, Perera, Geniez, Harris & Carranza, 2012   |       |      |      |          |      |           |     | x           |      |        |             |             |             |                 |
| Tarentola caboverdiana Schleich, 1984                                    |       |      |      |          |      |           |     |             |      |        |             |             | x           |                 |
| Tarentola darwini Joger, 1984                                            |       |      | x    | x        |      |           | x   | x           |      |        |             |             |             |                 |
| Tarentola fogoensis Vasconcelos, Perera, Geniez, Harris & Carranza, 2012 |       |      | x    |          |      |           |     |             |      |        |             |             |             |                 |
| Tarentola gigas (Bocage, 1875)                                           |       |      |      |          |      |           |     | x           | x    | x      |             |             |             |                 |
| Tarentola maioensis Schleich, 1984                                       |       |      |      |          | x    |           |     |             |      |        |             |             |             |                 |
| Tarentola nicolauensis Schleich, 1984                                    |       |      |      |          |      |           |     | x           |      |        |             | x           |             |                 |
| Tarentola protogigas Joger, 1984                                         | x     | x    | x    |          |      |           |     |             |      |        |             |             |             |                 |
| Tarentola raziana Schleich, 1984                                         |       |      |      |          |      |           |     |             | x    | x      | x           |             |             |                 |
| Tarentola rudis Boulenger, 1906                                          |       |      |      | x        |      |           |     |             |      |        |             |             |             |                 |
| Tarentola substituta Joger, 1984                                         |       |      |      |          |      |           |     |             |      |        |             | i           |             |                 |

## Toelichting bij tabellen
- x = aanwezig
- † = uitgestorven
- i = geïntroduceerd
- 1x = één enkele waarneming van een al dan niet dood exemplaar